# Literatura de Islandia

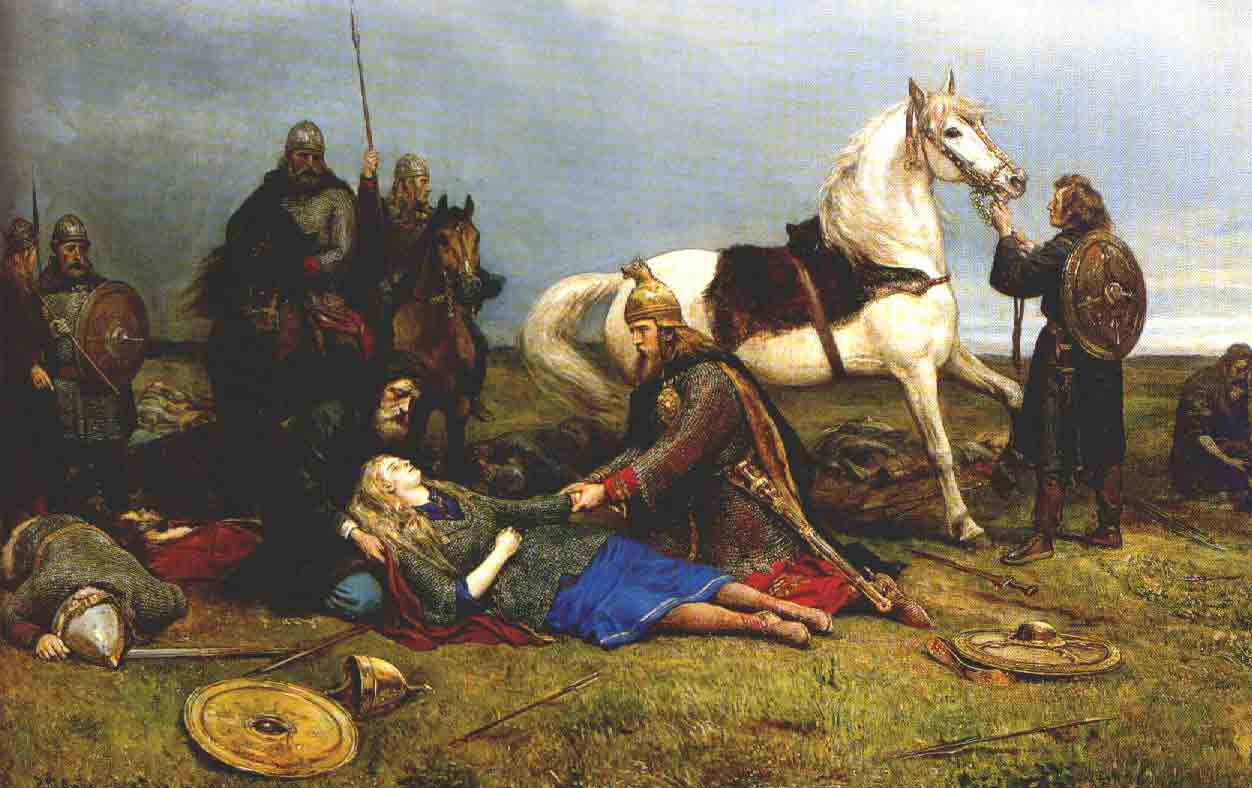
Muerte de Hervör en la Saga de Hervör del. Pintura del artista noruego Peter Nicolai Arbo.

La literatura de Islandia comprende las obras literarias creadas en Islandia desde el poblamiento de la isla hasta nuestros días. El Codex Regius ha permitido recuperar sus más antiguas manifestaciones, que son poemas heroicos y mitológicos, llamados Eddas. También son de gran antigüedad las sagas de los islandeses.

## Historia

### SigloIX
Del siglo IX al XIII se desarrolló en Islandia un tipo de poesía distinta de las Eddas, llamada escáldica, de origen noruego, que utilizaba la aliteración, rima interna y una serie de perífrasis y metáforas que oscurecían su comprensión. Entre los poetas que cultivaron esta modalidad destacan Bragi Boddason, Egill Skallagrímsson, Hallfreðr vandræðaskáld y Sigvatr Þórðarson. El género más popular en Islandia desde el siglo XI hasta el siglo XV fue la saga. Consiste en biografías de héroes que a menudo fueron reyes de Noruega, Islandia, o bien héroes legendarios germánicos cuyas hazañas tuvieron lugar entre los siglos IV y VIII.

### SigloXIV
A partir del siglo XIV, se puede apreciar un declive en la literatura islandesa: la traducción de obras extranjeras rebasan a las de creación original; la literatura de los siglos anteriores se convierte en sueños fantásticos; comienzan a interesar la poesía cortesana y los romances de caballerías.
En lírica nace un nuevo tipo de poema narrativo, llamado rímur, compuesto de estrofas de cuatro líneas con una rima al final de la línea. Esta forma poética siguió siendo popular hasta finalizar el siglo XIX. En ella destacó Einar Gilson con su poema Olafsrima. También han de citarse los diktur o poemas religiosos compuestos entre el siglo XIII y el XVI, entre los que sobresale Lilja, de Eysteinn Asgrímsson.

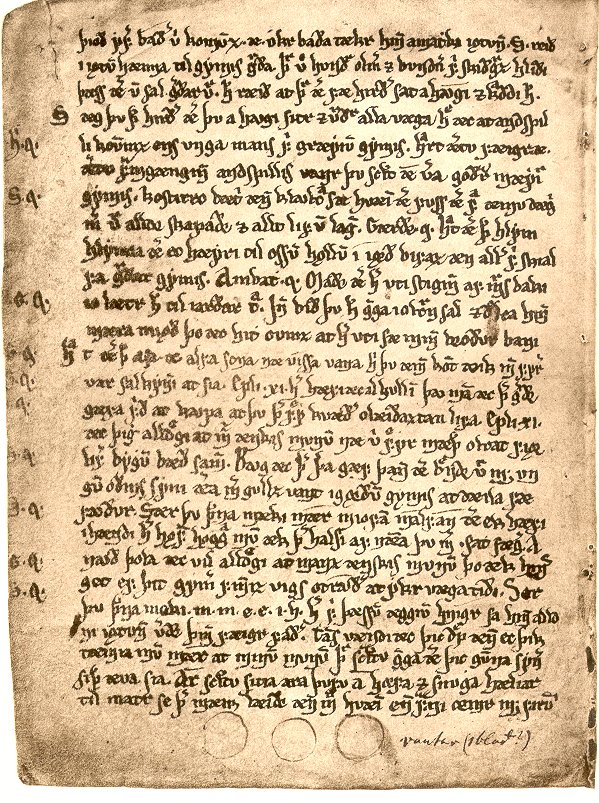
El Skírnismál.

La reforma religiosa trajo un cambio de panorama literario, ya que la iglesia tomó el monopolio de la imprenta, con lo que solo podían publicarse obras de carácter religioso. El poeta principal de este período fue Jón Arason, último obispo católico de Hólar y autor de poemas religiosos como Pislargrátr y Ljómur. Las traducciones de la Biblia, de himnos y poemas religiosos de otras lenguas, abarcó toda la producción literaria.

### SigloXVII
El siglo XVII presentó tres rasgos fundamentales: fomento de la erudición, criterio ortodoxo en cuestiones religiosas y superstición en el pueblo. El mejor poeta fue Hallgrímur Pétursson, autor de la colección de himnos religiosos Passiusalmar.
Destacaron también Olafsson, Arngrímur Jónsson, quien fue un gran estímulo para la investigación literaria, y Jón Magnússon, que en Pislar Saga pone al descubierto las injustas persecuciones de brujas, dado que se trata de una acusación por parte de Magnússon que se creyó haber sido víctima de brujería.

### SigloXVIII
El siglo XVIII se vio marcado por los ideales de la ilustración, de los que Eggert Ólafsson y Magnús Stephensen fueron los máximos exponentes. Se incrementaron las traducciones de los clásicos europeos, a lo que contribuyó con su trabajo el poeta y erudito Jón Porláksson. Los mejores ejemplos de la prosa del siglo XVIII se pueden encontrar en Húspostilla o colección de sermones del obispo Jón Vídalín.

### SigloXIX
En las primeras décadas del siglo XIX se formó un nuevo movimiento romántico, encabezado por los poetas Bjarni Thorarensen y especialmente Jónas Hallgrimsson. Siguieron esta corriente Benedikt Gröndal, autor de Sagan af Heljarslódarorustu, Steingrímur Thorsteinsson y Matthías Jochumsson, autor de Grettisljód.
Como continuadores de la línea original del rimur figuraron los llamados poetas campesinos: Sigurdur Breiðfjiord, atacado por el romántico Jónas Hallgrímsson por sus Tristans rimur, y el autor de Umkvörtum, Hjálmar Jónsson. En la década de 1880, y bajo la influencia de Georg Brandes, el romanticismo cedió su puesto a la corriente realista.

### SigloXX
Se puede decir que la poesía de la primera mitad del siglo XX ha estado dominada por dos poetas: Davíð Stefánsson, autor de Svartar fjadrir, y Steinn Steinarr, que introdujo la técnica del verso libre y cuya poesía Raudur loginn brann se encuentra muy influenciada por el surrealismo. Dentro de este siglo, destacaron los poetas Einar Benediktsson, Magnús Stefansson, Sigurður Ivarsson, Thomas Guðmundsson y Jón Helgason. La prosa moderna se inicia con dos novelas de Jón Thoroddsen, consideradas actualmente como dos obras maestras: Piltur og Stúlka (Mozo y muchacha) y Madur og Kona (Hombre y mujer).
Las influencias nórdicas en la literatura del siglo XX se manifestaron en las novelas de Jón Trausti, Gunnar Gunnarsson y Guðmundur Hagalín. Halldór Laxness, Premio Nobel de Literatura en 1955, recibió influencias del impresionismo francés y de las tendencias socialistas, como se aprecia en sus obras Estación Atómica y La Campana de Islandia. Otro autor muy importante del siglo XX es Þórbergur Þórðarson, autor principalmente de ensayos y literatura autobiográfica.
De las posteriores generaciones de novelistas destacan O. J. Sigurðsson, autor de Skuggarnir á bænum, Agnar Thódrarson, autor de Hannin galar tvisar, V. Ludviksson, Thor Vilhjálmsson, Guðbergur Bergsson, autor de Svanurinn (El cisne), Tómas Jónsson, metsölubók (Tómas Jónsson, best seller) o Sú kvalda ást sem hugarfylgsnin geyma (Amor duro) y Arnaldur Indriðason con novelas policiacas como Invierno ártico.

#### Teatro delsigloXX
En el teatro del siglo XX merecen especial mención Jóhann Sigurjónsson, Guðmundur Kamban, autor de Hadda-Padda y Davíð Stefansson. El teatro es el género en el que han surgido menos figuras, con la excepción de Jokull Jakobsson. Sin embargo, el campo de la lírica y de la narrativa siguen siendo los más destacados. En cuanto a la poesía, destacan los nombres de Jóhannes úr Kötlumm, Jón Óskar, S. Hördur Grímsson, Hannes Pétursson y þorsteinn fra Hamri. En los años setenta cabe consignar la aportación de poetas y novelistas como Pétur Gunnarsson y Þórarinn Eldjarn.
En las últimas décadas han surgido novelistas, prosistas y poetas como Auður Ava Ólafsdóttir, Gyrdir Elíasson, Jón Kalman Stefánsson, Ólafur Gunnarsson, Einar Már Guðmundsson, Hallgrímur Helgason, Hermann Stefánsson, Eiríkur Örn Norðdahl y varios otros. La literatura hoy en día en Islandia se caracteriza por mucha variedad y un gran número de autores publicando sus obras. El estado de Islandia le otorga becas a los escritores por escribir, un sistema que ha formado parte de la realidad literaria en Islandia desde 1990.

## Premios
Halldór Laxness recibió el Premio Nobel de Literatura en 1955.
En 1962 comenzó a entregarse el Premio de Literatura del Consejo Nórdico, que los escritores islandeses han ganado en siete ocasiones a 2014. Estos son Ólafur Jóhann Sigurðsson en 1976, Snorri Hjartarson en 1981, Thor Vilhjálmsson en 1988, Fríða Á. Sigurðardóttir en 1992, Einar Már Guðmundsson en 1995, Sjón en 2005 y Gyrðir Elíasson en 2011.
A partir de 1989 se comenzó a entregar el Premio de Literatura de Islandia. Guðbergur Bergsson es el único autor que lo ha recibido en dos ocasiones.